# Sundur Huasi
Sundur Huasi (auch: Suntur Huasi) ist eine Streusiedlung im Departamento Chuquisaca im südamerikanischen Andenstaat Bolivien.

## Lage
Sundur Huasi ist der drittgrößte Ort des Municipio Zudáñez in der  Provinz Jaime Zudáñez. Die Ortschaft liegt auf einer mittleren Höhe von  2692 m an der Mündung der Quebrada Yana Yana in den Río Suntur Huasi, der nach Norden bei Zudáñez in den  Río Zudáñez fließt, einen rechter Nebenfluss des bolivianischen Río Grande.

## Geographie
Sundur Huasi liegt im Übergangsbereich zwischen der Anden-Gebirgskette der Cordillera Central und dem bolivianischen Tiefland. Die Region weist ein typisches Tageszeitenklima auf, bei dem die mittlere Temperaturschwankung im Tagesverlauf deutlicher ausfällt als im Verlauf der Jahreszeiten.
Die mittlere Durchschnittstemperatur der Region liegt bei etwa 19 °C (siehe Klimadiagramm Tomina) und schwankt nur unwesentlich zwischen knapp 16 °C im Juni und Juli und knapp 21 °C von November bis Januar. Der Jahresniederschlag beträgt etwa 600 mm, bei einer ausgeprägten Trockenzeit von Mai bis August mit Monatsniederschlägen unter 10 mm, und einer Feuchtezeit von Dezember bis Februar mit 100 bis 125 mm Monatsniederschlag.

## Verkehrsnetz
Sundur Huasi liegt in einer Entfernung von 120 Straßenkilometern östlich der Departamento-Hauptstadt Sucre.
Sundur Huasi liegt acht Kilometer südlich der Stadt Zudáñez. Zudáñez liegt an der 976 Kilometer langen Nationalstraße Ruta 6, die Sucre mit dem bolivianischen Tiefland und der dortigen Millionenstadt Santa Cruz verbindet. Die Straße nach Sucre ist auf den ersten 45 Kilometern bis Tarabuco unbefestigt und trägt erst anschließend eine Asphaltdecke.

## Bevölkerung
Die Einwohnerzahl der Ortschaft ist im Jahrzehnt zwischen den beiden letzten Volkszählungen um etwa die Hälfte angestiegen:
| Jahr | Einwohner         | Quelle       |
| ---- | ----------------- | ------------ |
| 1992 | keine Detaildaten | Volkszählung |
| 2001 | 428               | Volkszählung |
| 2012 | 652               | Volkszählung |
| 2024 |                   | Volkszählung |

Die Region weist einen hohen Anteil an Quechua-Bevölkerung auf, im Municipio Zudáñez sprechen 95,1 Prozent der Bevölkerung Quechua.